# Coudersport
Coudersport è un comune (borough) degli Stati Uniti d'America, situato nello stato della Pennsylvania, nella contea di Potter, della quale è il capoluogo.